# Transversigerina
Transversigerina es un género de foraminífero bentónico de la subfamilia Tubulogenerininae, de la familia Siphogenerinoididae, de la superfamilia Buliminoidea, del suborden Buliminina y del orden Buliminida. Su especie tipo es Siphogenerina raphanus var. transversus. Su rango cronoestratigráfico abarca desde el Oligoceno superior hasta el Mioceno.

## Discusión
Clasificaciones previas incluían Transversigerina en el suborden Rotaliina del orden Rotaliida.

## Clasificación
Transversigerina incluye a las siguientes especies:
- Transversigerina transversus